# Fricativa dentale sorda
La fricativa dentale sorda è una consonante fricativa presente in alcune lingue, che in base all'alfabeto fonetico internazionale è rappresentata col simbolo θ. 
Nella lingua italiana tale fono è presente esclusivamente come allofono regionale, presente nella cosiddetta gorgia toscana, caratterizzata dalla fricativizzazione delle occlusive, compresa la dentale sorda, in posizione intervocalica: esempi: veduto con pronuncia [veˈduːθo], andato con pronuncia [anˈdaːθo], la Toscana con pronuncia [la θosˈkaːna].

## Caratteristiche
La fricativa dentale sorda presenta le seguenti caratteristiche:
- il suo modo di articolazione è fricativo, perché questo fono è dovuto alla frizione causata dal passaggio ininterrotto di aria attraverso un restringimento del cavo orale;
- il suo luogo di articolazione è dentale, perché per produrre tale suono la punta della lingua viene fatta passare tra i denti;
- è una consonante sorda, in quanto l'emissione di tale suono avviene senza far vibrare le corde vocali.

## Altre lingue

### Arabo
In lingua araba questo fono è espresso con la lettera ⟨ﺙ⟩

### Emiliano
In Emilia questo suono è presente nella parte centro orientale della regione, in particolare nelle province di Bologna, Ferrara e buona parte di quella di Modena. Esempi sono zent (cento), zrieza (ciliegia), zinzala (zanzara), dove la z non è quella italiana, bensì quella fricativa dentale sorda, anche se viene spesso rappresentata graficamente con z. Caratteristica peculiare di questo fonema è però la realizzazione non solcata e non con la punta della lingua ma con la lama contro gli alveoli superiori.

### Inglese
In inglese è rappresentato, salvo eccezioni, col digramma ⟨th⟩ (che però del pari rende graficamente la fricativa dentale sonora /ð/):
- think "pensare"
- path "sentiero"
- catholic "cattolico"

### Islandese
In islandese è un fonema ed è reso graficamente con la lettera ⟨þ⟩ (thorn), oggi scomparsa dagli altri alfabeti latini.

### Galiziano
In galiziano non seseante, è rappresentato coi grafemi ⟨z⟩ e ⟨c⟩ (quest'ultimo solo quando precede ⟨e⟩ o ⟨i⟩):
- azafrán [aθaˈfraŋ] "zafferano"
- cervexa [θerˈβeʃa] "birra"
- cinco [ˈθiŋko] "cinque"

### Greco
In lingua greca moderna tale fono è reso ⟨θ⟩ nell'alfabeto greco:
- θεωρία (traslitterato theōría) "teoria, speculazione" [θeoˈriɐ]
- μύθος (traslitterato mýthos) "mito, favola, leggenda, fiaba, trama, racconto" [ˈmiθos]
- θρόνος (traslitterato thrónos) "trono" [ˈθrɔnos]

Questo suono è apparso nel greco a partire dalla tarda koinè.

### Sardo
In sardo è presente nella lingua antica ed oggi - prevalentemente - nella variante nuorese; è rappresentato, con il digramma ⟨th⟩: thiraccu ("servo"), thinthula ("zanzara").

### Spagnolo
In spagnolo non seseante, è rappresentato coi grafemi ⟨z⟩ e ⟨c⟩ (quest'ultimo solo quando precede ⟨e⟩ o ⟨i⟩):
- zorro  "volpe"
- González
- cerveza "birra"

### Veneto
In veneto è presente nelle varianti centro-settentrionali e nelle varianti rustiche centro meridionali, anche se anticamente era diffuso in tutte le aree venete. Al giorno d'oggi è diffusa nella variante della sinistra piave trevigiana e bellunese, oltre che nei paesi della provincia di rovigo, della bassa veronese, del basso padovano e del basso vicentino. È assente in tutta la provincia di venezia e nelle principali città della regione, oltre che nell'alto padovano, nell'alto vicentino, e nelle varianti a ovest di verona. È uno dei pochi tratti linguistici derivati dall'antico veneto. A seconda delle grafie, viene rappresentato con ⟨ç⟩, ⟨th⟩, ⟨zh⟩ o ⟨zs⟩. Si può trovare in parole come panegaça ([pa.neˈɡa.θa], "passero", çarexa (θa're.za, "ciliegia") o in un'antica pronuncia della parola "Venezia" (Venethia ve'nɛ.θia. In veneto è presente anche la corrispettiva sonora, la ð, indicata con ⟨đ⟩ o ⟨dh⟩.